# Socialistische Autonome Provincie Kosovo
De Socialistische Autonome Provincie Kosovo (Servo-Kroatisch: Социјалистичка Аутономна Покрајина Косово, Socijalistička Autonomna Pokrajina Kosovo, Albanees: Krahina Socialiste Autonome e Kosovës) of SAP Kosovo was de naam van Kosovo als een van de twee autonome socialistische provincies van de Socialistische Republiek Servië van 1974 tot 1990 en ook een federale eenheid van de Socialistische Federale Republiek Joegoslavië. Van 1946 tot 1974 heette het gebied Autonome Provincie Kosovo en Metohija.

## Geschiedenis
Bij de nieuwe wet in 1974 kreeg de provincie nieuwe rechten en nog meer zelfbestuur en werd het een onderdeel van de Joegoslavische Federatie met evenveel stemrecht als Servië.
Het Albanees en Servo-Kroatisch waren aanvankelijk de officiële talen in Kosovo, later werd het Albanees gebruikt voor officiële aangelegenheden. Door de discriminatie van andere talen begon de emigratie van vele Serviërs uit Kosovo.
De Albanese machthebbers wilden ook dat Kosovo een Socialistische Republiek zou worden net zoals Servië en zodat het geen deel meer zou uitmaken van Servië. Een klein deel wilde zelfs een onafhankelijk Kosovo, dit lukte echter niet. Nadat Tito overleed in 1980 laaide deze controverse opnieuw op en in maart 1981 betoogden de Albanese studenten waarin ze de onafhankelijkheid van Kosovo eisten. De situatie werd gewelddadig en dit resulteerde in nog meer emigranten van niet-Albanese afkomst.
In 1986 werd Slobodan Milošević leider van de Servische communisten en hij wilde de macht van Kosovo en Vojvodina verkleinen. Toen hij president werd verloren Kosovo en Vojvodina op 28 september 1990 hun autonomie. Kosovo was nu niet langer lid van de Joegoslavische Federatie maar opnieuw een provincie in Servië met weinig autonomie. De naam werd veranderd in Autonome Provincie Kosovo.

## Demografie
- 1.226.736 Albanezen (77.4%)
- 209.498 Serviërs (13.2%)
- 58.562 Moslims (3.7%)
- 34.126 Roma (2.2%)
- 27.028 Montenegrijnen (1.7%)
- 12.513 Turken (0.8%)
- 8.717 Kroaten (0.6%)
- 2.676 Joegoslaven (0.2%)
- 4.584 anderen (0.2%)

## Politiek bestuur

### Presidenten van het presidentschap
- Xhavid Nimani (mei 1974 - augustus 1981)
- Ali Shukri (augustus 1981 - 1982)
- Kolë Shiroka (1982 - mei 1983)
- Shefqet Nebih Gashi (mei 1983 - mei 1985)
- Branislav Skembarević (mei 1985 - mei 1986)
- Bajram Selani (mei 1986 - mei 1988)
- Remzi Kolgeci (mei 1988 - 5 april 1989)
- Hysen Kajdomçaj (27 juni 1989 - 11 april 1990)

#### Voorzitter van de Uitvoerende Raad
- Bogoljub Nedeljković (mei 1974 - mei 1978)
- Bahri Oruçi (mei 1978 - mei 1980)
- Riza Sapunxhiu (mei 1980 - mei 1982)
- Imer Pula (mei 1982 - 5 mei 1984)
- Ljubomir Nedjo Borković (5 mei 1984 - mei 1986)
- Namzi Mustafa (mei 1986 - 1987)
- Kaqusha Jashari (1987 - mei 1989)
- Nikolla Shkreli (mei 1989 - 1989)
- Daut Jashanica (1989)
- Jusuf Zejnullahu (4 december 1989 - 5 juli 1990)